# Von brigði
Von brigði est à ce jour le seul album de remix du groupe Sigur Rós.

Ces remix sont basés sur les titres du 1er album Von sorti un an auparavant.

## Liste des titres
1. Syndir Guðs (Recycled by Biogen) – 6:55
2. Syndir Guðs (Recycled by múm) – 4:52
3. Leit af lífi (Recycled by Plasmic) – 5:26
4. Myrkur (Recycled by Ilo) – 5:29
5. Myrkur (Recycled by Dirty-Bix) – 5:01
6. 180 sekúndur fyrir sólarupprás (Recycled by Curver) – 3:00
7. Hún Jörð ... (Recycled by Hassbræður) – 5:19
8. Leit af lífi (Recycled by Thor) – 5:32
9. Von (Recycled by GusGus) – 7:24
10. Leit af lífi (Recycled by Sigur Rós) – 5:02

## Anecdotes
- Von brigði est un jeu de mots, "Von" signifiant "espoir" et "brigði", "Modification", donc la traduction est "Modification d'espoir", mais "Vonbrigði" attaché signifie "désespoir"
- Le dernier titre est remixé par Sigur Rós eux-mêmes, c'est en réalité la version définitive du titre Leit af lífi qu'ils n'ont pas pu terminer à temps pour Von.